# Xã South Buffalo, Quận Armstrong, Pennsylvania
Xã South Buffalo (tiếng Anh: South Buffalo Township) là một xã thuộc quận Armstrong, tiểu bang Pennsylvania, Hoa Kỳ. Năm 2010, dân số của xã này là 2.636 người.